# Catalina de Erauso
Catalina de Erauso y Pérez de Galarraga (San Sebastián, Guipúzcoa; c. 1585 o 1592-Cotaxtla, cerca de Orizaba, Nueva España; c. 1650), popularmente conocida como la Monja Alférez, fue una militar, monja y escritora española, que se hizo pasar por varón con el nombre de Alonso Díaz Ramírez de Guzmán, entre otros. Es uno de los personajes más legendarios y controvertidos del Siglo de Oro español, en parte por una novelesca autobiografía inédita hasta 1829 y que suscita dudas de autenticidad. Durante casi cuatrocientos años, el mito de la prodigiosa Monja Alférez ha permanecido vivo a través de estudios históricos, relatos biográficos, novelas, películas y cómics.

## Biografía

### Primeros años de vida
Algunas fuentes citan 1585 como el año de su nacimiento, incluyendo la polémica autobiografía de 1626. Otras fuentes señalan el año 1592 como año de su nacimiento, de acuerdo principalmente con su partida de bautismo (10 de febrero de 1592). Sin embargo, este podría ser el año en que fue bautizada con siete años de edad, situándose su nacimiento en 1585 (tal y como la propia Catalina afirma en su autobiografía). 
En el Archivo Histórico Diocesano de San Sebastián aparecen los bautismos de sus hermanos Juan (1590) e Isabel (1591), así como el suyo (1592), pero con los apellidos escritos Herauso Galarraga, y la observación «partida inscrita fuera de su orden cronológico».
Se sabe que fue hija del capitán Miguel de Erauso y de María Pérez de Galarraga y Arte, naturales y vecinos acomodados de la entonces villa de San Sebastián. Su padre fue un importante militar, comandante de la provincia vasca a las órdenes del rey Felipe III. Desde su infancia jugaba con su padre y sus hermanos en las artes de la milicia.

### Vida conventual

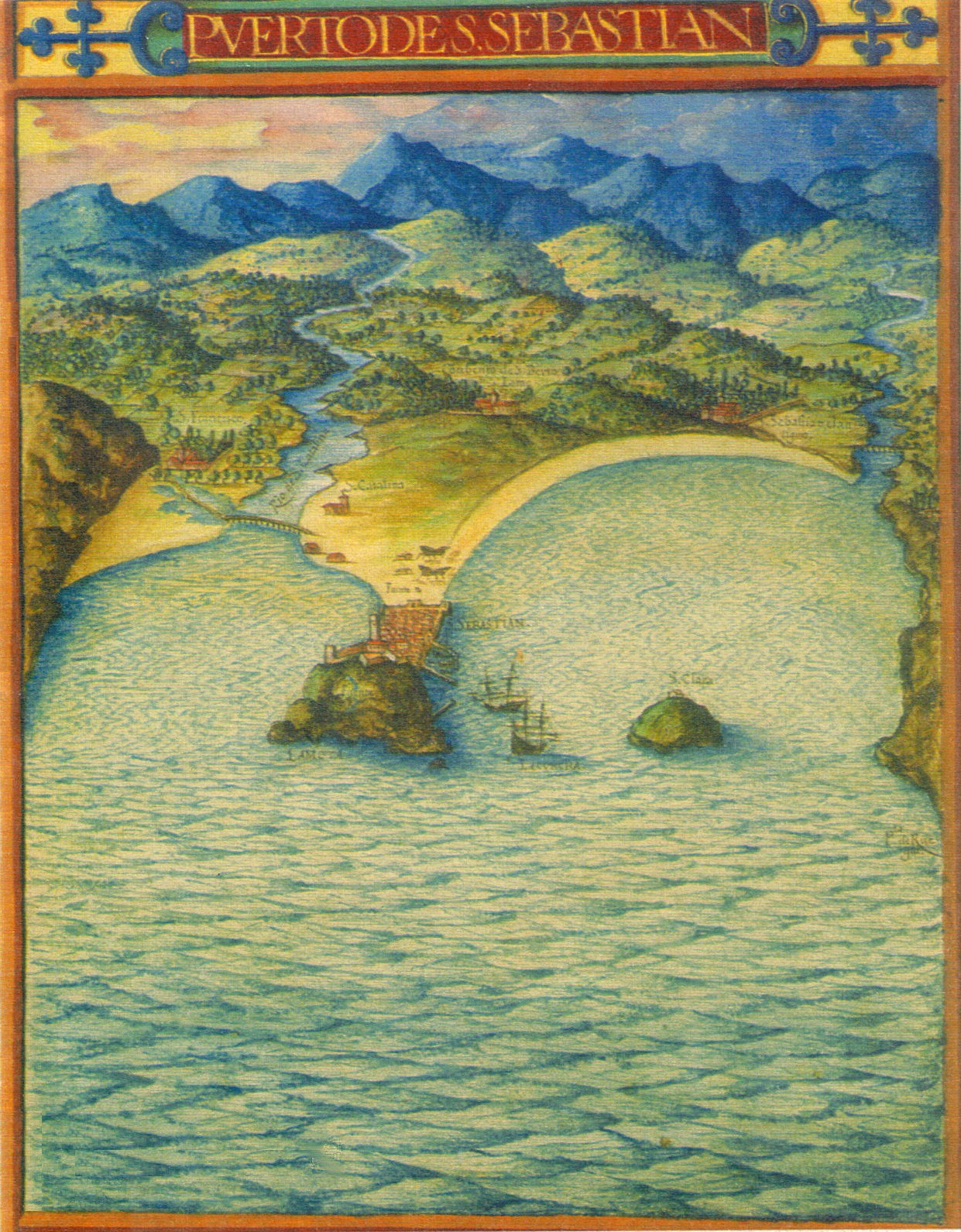
San Sebastián, Guipúzcoa, donde nació Catalina de Erauso.

A los cuatro años de edad, aproximadamente en el año 1589, fue internada en el convento dominico de su ciudad natal, junto a sus hermanas Isabel y María. En ese convento, su tía doña «Úrsula de Urizá y Sarasti», prima hermana de su madre, ostentaba el cargo de priora. Dicho convento se hallaba unido a la parroquia de San Sebastián el Antiguo, llamada así por ser tradición en la ciudad, sitio donde estuvo la primera población con ese nombre. Era una práctica normal en ese tiempo internar a tan temprana edad a las niñas para ser educadas según los criterios del catolicismo, en «las labores propias de su sexo» y posteriormente poder ser desposadas «como Dios manda». 
Por su carácter explosivo y ante la dificultad de las religiosas de ese convento para controlarla, fue trasladada al monasterio de San Bartolomé de San Sebastián, donde las normas eran mucho más estrictas, y en este lugar vivió hasta los quince años. Allí se dio cuenta de que no tenía vocación religiosa, por lo que se sintió encarcelada y rehusó profesar los votos. En una ocasión llegó al convento una novicia viuda llamada doña Catalina de Aliri, con quien tuvo altercados y peleas a golpes constantes, siendo esta la causa de la reclusión en su celda. Por tal motivo, la noche del 18 de marzo de 1600, víspera de San José, encontró las llaves del convento colgadas en un rincón y aprovechó para escapar; se hizo ropa de hombre con los materiales que tenía a su alcance, se cortó el cabello y escondió el hábito. Contaba entonces con unos quince años de edad.

### Etapa de prófuga por España
A partir de entonces comenzó una vida de prófuga que posteriormente narró en su autobiografía, lo que le otorgó una gran fama. Anduvo de pueblo en pueblo comiendo hierbas y manzanas que encontraba en el camino, y así llegó a pie hasta Vitoria, ciudad que dista veinte leguas de San Sebastián. Ahí encontró al doctor don Francisco de Cerralta, catedrático, quien la recibió y le ofreció vestido sin reconocerla. Este hombre estaba casado con una prima hermana de su madre. Estuvo con el catedrático durante tres meses, en los cuales aprendió algo de latín. Tras haberla forzado a seguir estudiando y un intento de abuso sexual, Catalina tomó dinero del doctor y se encontró con un arriero con quien se conformó y llegó hasta Valladolid, en donde en ese entonces residía la corte del rey Felipe III, ampliamente influido por el duque de Lerma, valido del rey. Catalina sirvió en la corte como paje del secretario del rey Juan de Idiáquez, disfrazada de varón y bajo el nombre de «Francisco de Loyola», durante siete meses. Tuvo que huir de Valladolid cuando se encontró con su padre, que venía buscando a don Juan de Idiáquez, pues eran buenos amigos.  

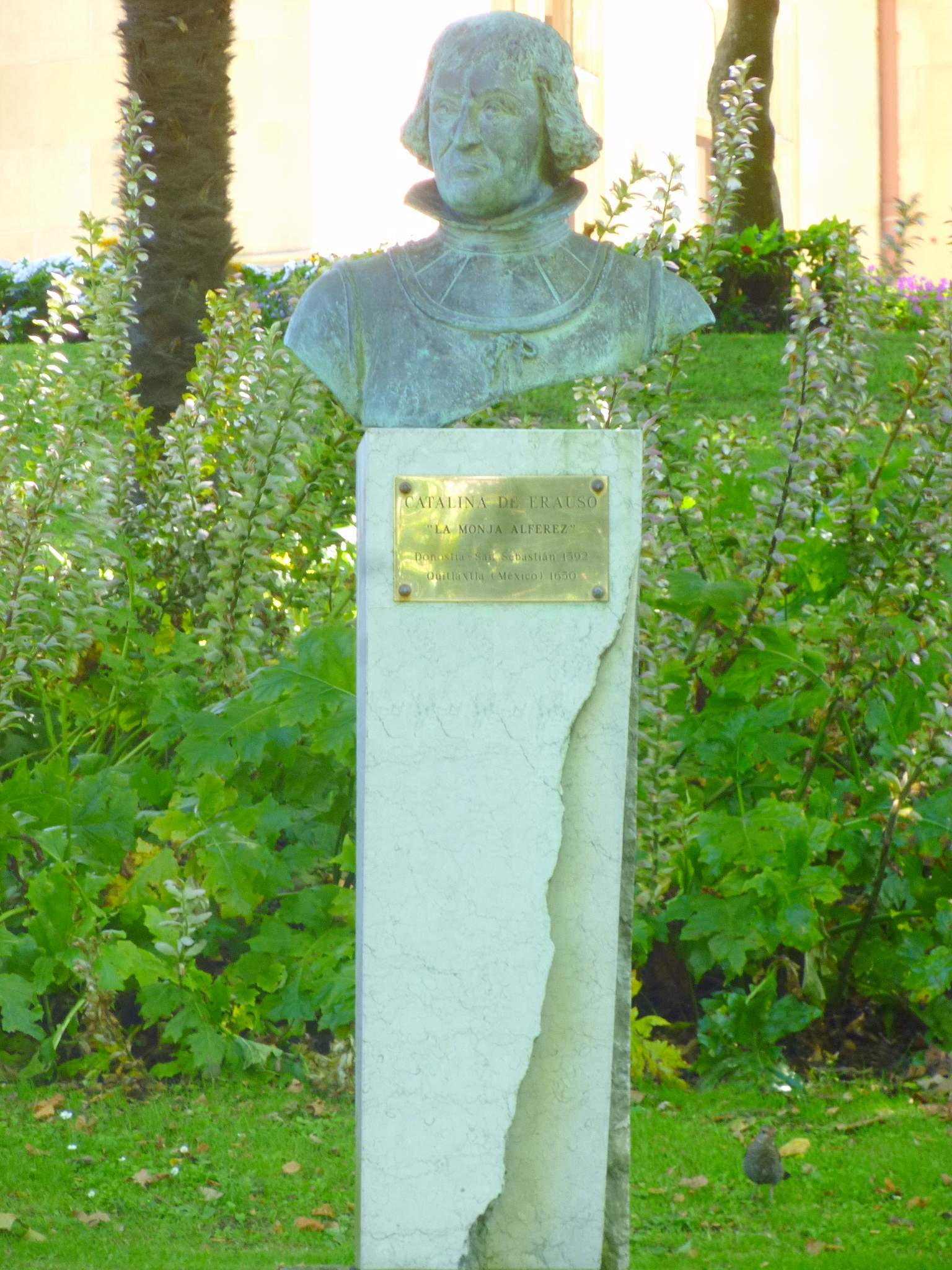
Monumento a Catalina de Erauso en el parque de Miramar de San Sebastián.

Su padre pedía información para localizarla, describiendo su aspecto físico y la manera gracias a la cual escapó del convento. Curiosamente, su padre no la reconoció a pesar de haber hablado con ella, y finalmente tomó la decisión de huir nuevamente. En esta ocasión tomó el largo camino hacia Bilbao, volviendo a conformarse con un arriero. Al llegar no tuvo la misma suerte de los lugares anteriores, no encontrando hospedaje ni mecenas. Además, hubo un altercado con unos jóvenes que intentaron asaltarla, por lo que tomó una piedra e hirió a uno de ellos. Como consecuencia, fue arrestada y estuvo un mes en prisión hasta que el joven sanó. Una vez que salió de la cárcel fue a Estella, en Navarra, y en este lugar consiguió acomodarse como paje de un importante señor de la localidad llamado Alonso de Arellano. Catalina sirvió en su casa durante dos años, siendo siempre bien tratada y vestida, entre 1602 y 1603. Tras sus años al servicio de Arellano, y «sin más causa que mi gusto», como ella misma declaró, regresó a San Sebastián, su pueblo natal, donde estuvo viviendo como varón y pendiente de sus familiares, a quienes veía frecuentemente, también asistió a oír misa en su antiguo convento con sus excompañeras. Cabe la posibilidad de que sirviera a su tía priora sin ser jamás reconocida. Pasado el tiempo llegó al Puerto de Pasajes, donde encontró al capitán Miguel de Berróiz, quien la llevó a Sevilla. Allí permaneció solamente dos días. Posteriormente regresó a Sanlúcar de Barrameda. En esa villa consiguió una plaza como grumete en el galeón del capitán Esteban Eguino, que era primo hermano de su madre. Embarcó según sus memorias en el lunes santo de 1603 rumbo a América. Al parecer Erauso sintió lo mismo que muchos vascos de su época: la llamada de Indias.
Todo este tiempo lo pasó disfrazada de varón, con el cabello corto y usando distintos nombres, como «Pedro de Orive», «Francisco de Loyola», «Alonso Díaz», «Ramírez de Guzmán» o «Antonio de Erauso». Según parece su físico no era nada femenino, lo que le ayudaba en su engaño. Concretamente, Catalina confesó en una ocasión que «se secó los pechos» con un ungüento secreto.

### Viajes por América

Recorrido de Catalina de Erauso por Sudamérica.

El primer punto que tocó en América fue la Punta de Araya, hoy parte de Venezuela, donde tomó parte en un enfrentamiento con una flota pirata holandesa bien armada a la que derrotaron. De ahí partieron hacia Cartagena de Indias y Nombre de Dios (en la actual Panamá), donde estuvieron nueve días. Allí murieron varios marinos por causa del clima. Embarcaron la plata y una vez listos para regresar a España, Catalina mató a su tío de un disparo y le robó 500 pesos, saliendo después a tierra y diciéndole a los marinos que su tío la había mandado a un negocio. Una hora después, el navío regresó a España sin ella. De ahí partió con un acomodador de cajas hacia Panamá, donde estuvo tres meses. En Panamá comenzó a trabajar con Juan de Urquiza, mercader de Trujillo con el que partió después hacia el puerto de Paita (hoy Perú), donde el comerciante tenía un gran cargamento. En el puerto de Manta (en la actualidad Ecuador), un fuerte viento derribó el navío y tuvo que nadar para salvarse junto con su amo. El resto de la tripulación pereció. Después de un breve tiempo en Paita, pasó a Zaña, villa abundante en ganado, granos, frutas y tabaco del Perú, donde su amo la acogió contento de recibir buenas cuentas de la hacienda de Paita, dándole además de casa, vestido y una gran cantidad de dinero, así como tres esclavos negros para su servicio exclusivo. En Zaña tuvo un pleito con un joven que la amenazó en un corral de comedias (al parecer por pedirle Catalina que no obstruyese su vista al sentarse), y acabó cortándole la cara al muchacho que la había retado. Fue llevada a la cárcel de nuevo y a través de gestiones de su amo Juan de Urquiza, y del obispo de aquel lugar, evitó seguir más tiempo bajo arresto con la condición de que se casara con doña Beatriz de Cárdenas, dama de su amo y tía del sujeto al que le había cortado la cara. Con intención de no ser descubierta, se negó rotundamente a dicho casamiento. Después, marchó a la ciudad de Trujillo, donde su amo le puso una tienda. Sin embargo, el sujeto al que había herido en la cara llegó para retarla de nuevo acompañado de dos amigos. Salió de su tienda para atender el reto junto con otro aliado, y en el combate cayó muerto un amigo del herido. Por esta muerte en el duelo fue nuevamente encarcelada, y después de salvarla nuevamente su amo, le dio dinero y carta de recomendación y la envió a Lima, que era la capital del entonces Virreinato de Perú. Entregó su carta de recomendación a Diego de Solarte, mercader muy rico y cónsul mayor de Lima, y a los pocos días le hizo entrega de su tienda. Regentó este negocio durante nueve meses, pero fue despedida al ser descubierta «andándole entre las piernas» a una doncella hermana de la mujer de su amo. Hallándose desempleada, se encontró con un reclutamiento de compañías para la invasión de Chile y, acuciada por la necesidad de encontrar un nuevo empleo, se alistó a las órdenes del capitán Gonzalo Rodríguez, acompañada por mil seiscientos hombres de Lima a Concepción.

### Hazañas militares

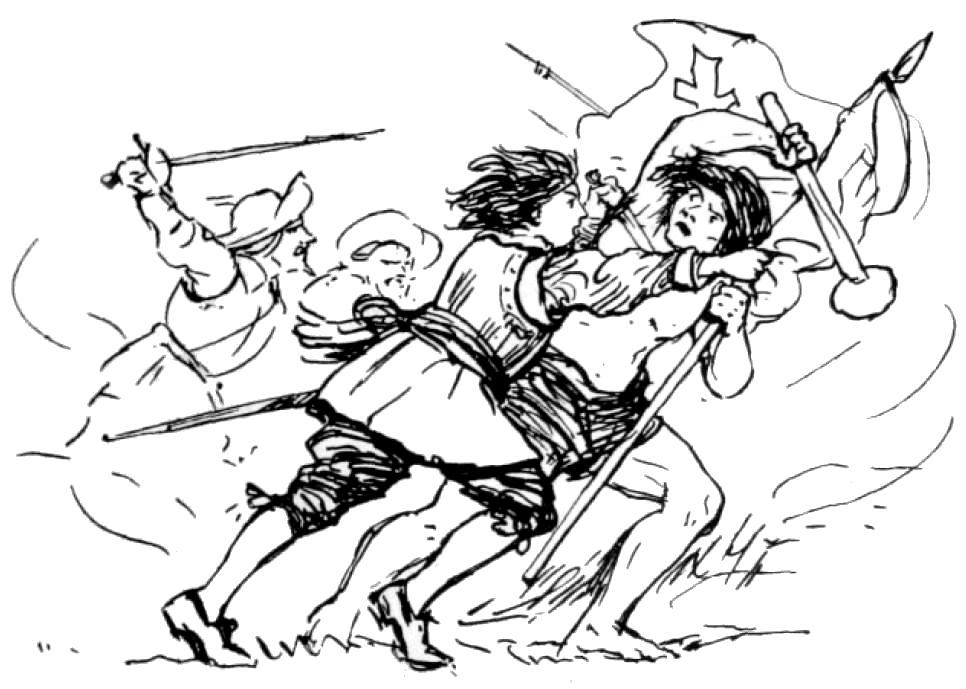
Ilustración de Catalina de Erauso luchando contra los mapuches en Chile.

Erauso llegó a Chile durante el segundo gobierno de Alonso de Ribera (1612-1617). Su ejército arrasó las tierras y los bienes de los mapuches, mostrando su lado belicoso como conquistadora al masacrar a muchos indígenas. En Chile fue acogida por el secretario del gobernador, quien era su hermano, don Miguel de Erauso, pero este no la reconoció. Permaneció tres años ahí hasta que, debido a una disputa con su hermano (posiblemente por otro lío de faldas), fue desterrada a Paicaví, tierra de indios. Allí luchó al servicio de la corona en la guerra de Arauco contra los mapuches en el actual Chile, ganando fama de ser valiente y hábil con las armas y sin revelar nunca que era una mujer.
En la batalla de Valdivia recibió el grado de alférez. En la siguiente batalla de Purén murió el capitán de su compañía y ella asumió el mando, ganando la batalla. Sin embargo, debido a las múltiples quejas que existían contra ella por su crueldad contra los indios, no fue ascendida al siguiente rango militar. Esta frustración provocó que por un tiempo se dedicara a cometer actos vandálicos, como asesinar a cuanta persona se le atravesaba en el camino, provocar numerosos daños y quemar sembrados enteros. En Concepción asesinó al auditor general de la ciudad, por lo que fue encerrada en una iglesia durante seis meses. Tras ser liberada, asesinó en otro duelo a su hermano don Miguel de Erauso, siendo nuevamente encarcelada ocho meses. Más tarde huyó a la Argentina cruzando los Andes, a través de una ruta de difícil tránsito. Fue recogida al borde de la muerte por un lugareño y llevada a Tucumán, donde prometió matrimonio a dos jóvenes, la hija de una viuda india (la cual había acogido a Catalina en su finca durante su convalecencia) y la sobrina de un canónigo. Terminó huyendo de allí sin casarse con ninguna de ellas, aunque conservó el dinero y las prendas de vestir de Holanda que le regaló la sobrina del canónigo como señal de amor. Después marchó a Potosí, donde se hizo ayudante de un sargento mayor, y volvió nuevamente a pelear contra los indios, participando en grandes matanzas en Chuncos. En La Plata (Chuquisaca) fue acusada de un delito que no cometió, fue torturada y finalmente puesta de nuevo en libertad (sin desvelarse su identidad). Una vez fuera de prisión, se dedicó a traficar trigo y ganado a las órdenes de Juan López de Arquijo. Un nuevo pleito la obligó por enésima vez a refugiarse en una iglesia. En Piscobamba, por rencillas de juego, mató a otro individuo. Esta vez fue condenada a muerte, pero fue salvada en el último minuto por la deposición de otro condenado a muerte. A continuación permaneció en asilo en sagrado otros cinco meses en una iglesia en La Plata debido al duelo con un marido celoso. Cuando se trasladó a La Paz, fue condenada otra vez a muerte por otro delito. Para escapar, fingió confesarse y, tras apoderarse de una hostia consagrada, huyó a Cuzco. Sobre este hecho, el tradicionista peruano Ricardo Palma escribió la tradición titulada «¡A iglesia me llamo!». Por su parte, el escritor boliviano Alberto de Villegas ficcionaliza acerca de la participación de Catalina de Erauso en una revuelta en La Paz en diciembre de 1661, liderada por el mestizo Antonio Gallardo, alias Philinco. Sin embargo, la Monja Alférez pasó por La Paz entre 1610 y 1613.

### Regreso a España y audiencia con Felipe IV

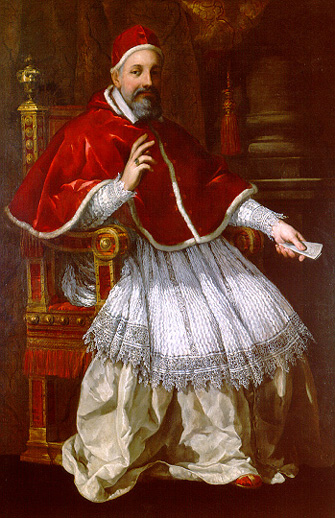
Papa Urbano VIII, ratificador de la autorización real que permitía a Catalina vestir de hombre.

En 1623 fue detenida en Huamanga, Perú, a causa de una disputa. Para evitar su ajusticiamiento pidió clemencia al obispo Agustín de Carvajal, al que confesó que era en realidad una mujer y que había estado en un convento. Tras un examen por parte de un conjunto de matronas, que determinaron que era cierto que se trataba de una mujer y que además era virgen, el obispo la protegió y fue enviada a España. Allí la recibió el rey Felipe IV, el cual le mantuvo su graduación militar y la apodó «monja alférez», a la vez que le permitía emplear su nombre masculino y le concedió una pensión por sus servicios a la Corona en la Capitanía General de Chile. El relato de sus aventuras se extendió por Europa, y Catalina viajó a Roma, donde su visita fue todo un acontecimiento. Allí tuvo una audiencia con el papa Urbano VIII, el cual la autorizó para continuar vistiendo de hombre. A continuación fue a Nápoles, donde también su presencia suscitó admiración. Paseando por el puerto de aquella ciudad, refiere ella misma en sus memorias, unas jovencitas acompañadas de unos mozalbetes quisieron burlarse de ella, diciéndole: «Signora Catalina, dove si cammina?», a lo que ella respondió: «A darles a ustedes cien pescozones, y cien cuchilladas a quien las quiera defender». Las jóvenes callaron y se fueron de allí.

### Regreso a América y últimos años
En 1630 se instaló en la Nueva España, probablemente en la ciudad de Orizaba, donde estableció un negocio de arriería entre la Ciudad de México y Veracruz. La tradición local asevera que murió transportando una carga en un bote, aunque hay quien afirma que su fallecimiento ocurrió en los altos de Orizaba, sola entre sus asnos de carga. Lo más plausible es que falleciera en el pueblo de Cotaxtla. De acuerdo con el historiador Joaquín Arróniz, sus restos descansan en la iglesia del Real Hospital de Nuestra Señora de la Inmaculada Concepción de los Hermanos Juaninos, la que hoy en día es popularmente conocida como la iglesia de San Juan de Dios. Aunque no hay pruebas sólidas que lo respalden, algunos postulan que el obispo Juan de Palafox intentó trasladar sus restos a la ciudad de Puebla, sede del obispado, pero no lo logró. En cambio, de acuerdo a otros historiadores, los restos de Catalina de Erauso reposan en el mismo lugar en donde se cree que murió, en el pueblo de Cotaxtla. Sin embargo, no hay documentación que pueda demostrar de manera evidente su fecha y lugar de fallecimiento exactos.

## Autobiografía y polémica sobre su autoría
Catalina escribió o dictó un libro con sus memorias, habiendo constancia de que fueron publicadas por primera vez en París en 1829 a instancias de Joaquín María Ferrer, una segunda vez en Barcelona en 1838 y por tercera vez (1894) en París, con ilustraciones del artista español Daniel Urrabieta Vierge. A continuación se tradujeron a varios idiomas y se hicieron versiones del tema, como la idealizada por Thomas de Quincey, titulada en inglés The Ensign Nun.
Además de estas ediciones, se imprimieron una serie de reediciones de su autobiografía con posterioridad a la de 1894, y a su vuelta a España fue estrenada una comedia de Juan Pérez de Montalbán, Comedia famosa de la Monja Alférez (1625). En la actualidad, se ha generado un nuevo debate entre los investigadores de su vida en torno a la autoría de esta autobiografía, que ciertos investigadores tachan de apócrifa y sin ninguna base real por incurrir en algunas inexactitudes y contradicciones cronológicas, pero que investigaciones estilométricas y documentos recientes han atribuido al dramaturgo novohispano Juan Ruiz de Alarcón. No obstante, dada la existencia de partidas de bautismo y testimonios de terceros en torno a su vida y obras, es imposible negar la existencia histórica de esta mujer.
Algunos han querido ver una relación entre lo extraordinario de su vida, y el gusto barroco por retratar personajes marginales o deformes o fuera de la norma, como el principal motivo de la fama que obtuvo por todo el mundo hispánico a su regreso de América.
Hacia fines del siglo XX se seguían encontrando manuscritos sobre la Monja Alférez. En 1992 se descubrió en la biblioteca universitaria de Zaragoza un manuscrito de título «Relación de una monja que fue huyendo de España a Indias». También se encontró un documento firmado por cuatro parteras que reconocían la virginidad de Catalina de Erauso.

## Identidad de género y orientación sexual

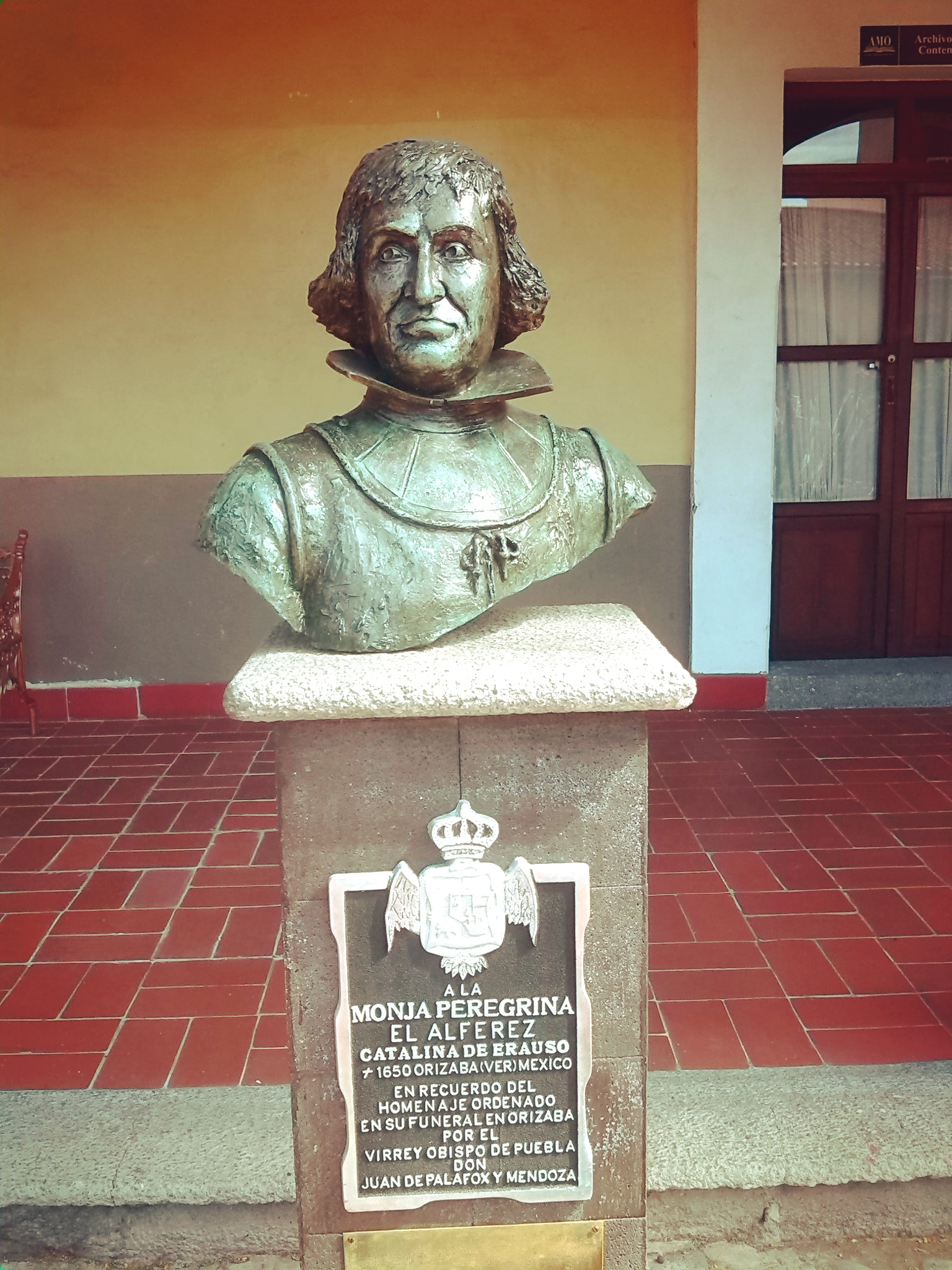
Monumento a Catalina de Erauso en Orizaba, México.

Catalina menciona algunos encuentros sexuales con mujeres en sus memorias, como el episodio en que una ventera la sorprende «andándole a la hija entre las piernas», y también reconoce haber sacado provecho en dos ocasiones de su disfraz de hombre para obtener regalos de sus futuras prometidas, las cuales desconocían su verdadera identidad. La propia Catalina nunca se refirió de forma explícita a su orientación sexual (si bien la distinción entre heterosexualidad u homosexualidad no existía en su época), y se ha planteado que su travestismo o encuentros con mujeres fueran meramente estratégicos. No obstante, numerosas fuentes contemporáneas hacen referencia a ella como lesbiana. Debido a que durante gran parte de su vida vivió como hombre y usó pronombres masculinos, se ha planteado que fuera una persona transgénero, bien un hombre transgénero o lo que hoy se denominaría una persona no binaria.

## Legado
A pesar de la existencia de sus propias memorias, probablemente publicadas en 1626, Catalina de Erauso terminó desapareciendo de la mayoría de registros históricos conocidos, concretamente, en el período de tiempo que discurre entre su vuelta a España en 1624 y su retorno a las Indias, hasta el siglo XVIII.[cita requerida] A finales de dicho siglo, según afirma Sonia Pérez-Villanueva, un tal Domingo de Urbirú se hallaba en posesión de una copia manuscrita de sus memorias, de la cual hizo copias un amigo suyo, el poeta y autor teatral Cándido María Trigueros. Una de las copias realizadas por Trigueros acabó en manos del académico Juan Bautista Muñoz, quien se hallaba escribiendo la Historia del Nuevo Mundo e incluyó una mención a Catalina en su obra. Finalmente, la copia usada como referencia por Muñoz terminó en manos de la Real Academia de Historia en 1784, y posteriormente fue redescubierta a principios del siglo XIX por el político Felipe Bauzá, quien convenció a su amigo, el comerciante, político y bibliófilo Joaquín María Ferrer para publicarla. Finalmente, el manuscrito fue publicado en 1829 en París por Julio Didot con el título de La historia de la Monja Alférez, escrita por ella misma y algunas décadas después fue reeditado por Heredia, en 1894, marcando esta versión de su autobiografía el resurgir del interés y las investigaciones sobre su vida.
El personaje de la Monja Alférez fue, y sigue siendo en la actualidad, una fuente de inspiración para escritores, dramaturgos, directores de cine y artistas plásticos. Destaca su retrato de 1630, atribuido tradicionalmente a Francisco Pacheco, suegro de Velázquez, y que actualmente se asigna a Juan van der Hamen. Esta pintura fue tomada como modelo para diversos grabados, bustos escultóricos, etcétera. Tras diversos cambios de propietario, fue adquirida por la Caja de Ahorros Municipal de San Sebastián en 1970 y se salvó in extremis de un incendio en 1971. Actualmente pertenece a la Kutxa de San Sebastián. Restaurada en 2015, ahora se considera con bastante seguridad que su autor fue Van der Hamen. También existe una comedia del siglo XVII, La Monja Alférez, atribuida de forma tradicional a Juan Pérez de Montalbán, discípulo de Lope de Vega; pero según los estudios de estilometría de la ETSO y un estudio del profesor Germán Vega García-Luengos, la obra es del dramaturgo novohispano Juan Ruiz de Alarcón.
En el siglo XIX destaca la obra de Thomas de Quincey, quien en 1847 convierte a Erauso en un personaje típicamente romántico, víctima del destino e inmersa en una serie de aventuras. También del siglo XIX es la novela de Eduardo Blasco Del claustro al campamento o la Monja Alférez. Y de igual forma ha sido fuente de inspiración de múltiples análisis y trabajos académicos intentando explicar su compleja personalidad. En el siglo XX la Monja Alférez pasa a la pantalla y adquiere una mayor popularidad a través de varias versiones cinematográficas, como en La monja alférez, dirigida por el mexicano Emilio Gómez Muriel (1944). En la actualidad, este personaje resulta atractivo para la crítica postestructuralista como ejemplo de la inestabilidad y relatividad de la noción de género en la construcción de la identidad de un individuo.

### Novelas
- El alférez Alonso Díaz de Guzmán. José Victorino Lastarria, Santiago, Imprenta Chilena, 1848.
- La monja alférez. Thomas de Quincey, Barcelona, Barral, 1972.
- Mar brava: historias de corsarios, piratas y negreros españoles. Gerardo González de Vega, Barcelona, Ediciones B, 1999.
- La monja alférez: [la juventud travestida de Catalina de Erauso]. Ricard Ibáñez, Barcelona, Devir, 2004.
- Adonde quiera que te lleve la suerte. José Luis Hernández Garvi, Madrid, EDAF, 2014.
- Las niñas del naranjel. Gabriela Cabezón Cámara, Ciudad Autónoma de Buenos Aires, Random House, 2023.
- La maquinaria infernal: Potosí 1626. Dante Liberati, La Paz, Supay Goodman. 2023.

### Filmografía
| Año  | Título           | Director                 | Actriz        |
| ---- | ---------------- | ------------------------ | ------------- |
| 1944 | La monja alférez | Emilio Gómez Muriel      | María Félix   |
| 1986 | La monja alférez | Javier Aguirre Fernández | Esperanza Roy |

### Exposiciones
- Una voz para Erauso. Epílogo para un tiempo Trans. Cabello/Carceller, Azkuna Zentroa, 2023.[39]